# Steen Clausen Bille
Steen Clausen Bille (født 14. november 1527 på Vandås, død 5. januar 1586 i Nivå) var en dansk landsdommer.
Han var søn af Claus Bille til Lyngsgård (øst for Helsingborg) og Lisbeth Jensdatter Ulfstand (død 5. april 1540). Faderen lod ham først opdrage i Dragsmark Kloster. Efterfølgende blev Steen sendt til sin farbror, Torbern Bille, ærkebisp i Lund. Denne sendte drengen i skole i Bosø Kloster. Senere var han på fem års uddannelsesophold i Frankrig og rejste endvidere i England, Skotland og Tyskland.
Efter at være kommet hjem gjorde han tjeneste i kancelliet i fem år og blev blandt andet brugt som diplomatisk udsending til Skotland og Frankrig. I 1560 blev han skibschef, men gjorde i den Nordiske Syvårskrig tjeneste på landjorden, navnlig på et togt i Sverige, og han var fændrik ved den Skånske Fane.
I 1577 blev han landsdommer i Skåne, men måtte efter kort tid tage sin afsked på grund af sygdom.
Steen Bille havde fra 1556-87 Vesterstad Len, 1560-62 Grimmelstrup og Karleby, 1562-78 Fønje, 1564-67 Sandby Len og fra 1565 Herrevad Kloster for resten af egen og hustruens levetid. Selv ejede han Vandås og Råbelev samt Næsbyholm i Skåne, som han 1574 erhvervede ved mageskifte for sin hustrus fædrenegård Sellerup.
Steen Bille var en lærd mand, der tog sig af sin unge søstersøn, den berømte Tycho Brahe, og han havde selv et laboratorium indrettet på Herrevad Kloster. Steen Bille var den første, der her i landet anlagde et glasmageri og en papirmølle. Han døde 1586 undervejs på en rejse til København i sin kane ved Nivå, efter at han i 9 år været meget hjemsøgt af sygdom.

## Ægteskab og efterkommere
I 1557 var han på Fobislet ved Haderslev blevet gift med Kirsten Andersdatter Lindenov til Sellerup (født efter 1534). Deres ægteskab var barnløst i 17 år, men så fødte hustruen to sønner og en datter, hvoraf en døde som lille:
- Lisbeth (1576-1656)
- Anders (1580-1633)

Kirsten Andersdatter Lindenov overlevede sin mand i 26 år, og hun førte som enke et stort hus på Herrevad Kloster indtil sin død i 1612. Parret ligger begravet i Helsingborg kirke, hvor deres pragtfulde gravstensepitafie endnu findes.